# 楔叶毛茛
楔叶毛茛（学名：Ranunculus cuneifolius）为毛茛科毛茛属下的一个种。

## 扩展阅读
- 維基物種上的相關：楔叶毛茛